# Comostola flavicincta
Comostola flavicincta är en fjärilsart som beskrevs av W. Warren 1896. Comostola flavicincta ingår i släktet Comostola och familjen mätare. Inga underarter finns listade i Catalogue of Life.